# Ljudje (Tolkienova mitologija)
Ljudje so v Tolkienovi mitologiji rasa, ki jo je Iluvatar ustvaril druge, zato so jih vilini klicali tudi Drugorojeni, Edaini.

## Trije človeški rodovi
Ljudje so izvirali iz treh rodov, prvega, ki je izviral iz Beörja Starega, drugega, ki je izviral iz Haladina in tretjega, začetnik katerega je bil Marach.
Ločimo tri Hiše:
- Bëorjeva hiša (iz nje je bila Húrinova žena Morwen, ki je zato v sorodu z Bernom): Bëorjev rod je poselil Dorthonion
- Hadorjeva hiša (Iz nje je bil Húrinov oče Galdor Visokorasli, ki je bil Hadorjev sin): Hador je prebival v Hithlumu, kjer mu je kralj Fingolfin podelil gospodstvo nad Dor.lóminom
- Halethina hiša (iz nje je bila Húrinova mati): Halethino ljudstvo je živelo v Brethilskem gozdu

Za njimi so na Zahod prišli še ljudje slabše sorte, ki so jim rekli Vzhodarji.

## Nazivi
- Apanónar je kvenjska oblika imena (in pomeni dobesedno) 'drugorojeni' ('Afterborn'), kar je bil eden izmed nazivov, s katerimi so vilini označevali ljudi.
- Drugoprišleci oz. Aftercomers je eden izmed nazivov, s katerimi so vilini označevali ljudi. Izraz je prevod kvenjskega imena Hildor (Sledeći), ki se pojavi tudi v korenu besede Híldorien, ki označuje pokrajino, od koder so prišli na svet ljudje.
- Drugorojeni je eden izmed nazivov, s katerimi so vilini označevali ljudi. Izraz je prevod kvenjskega imena Apanónar.
- Atani (Drugotni) ali Edaini (sindarinska oblika imena Atan)